# Isaac Wolfson
Isaac Wolfson (8 de diciembre de 1941 - 19 de septiembre de 2013) fue un escritor, químico y cronista de cine y deporte mexicano.

## Biografía
Isaac Wolfson nació el 8 de diciembre de 1941. Sus hijos son el pianista Jaime Wolfson y el escritor Gabriel Wolfson.

### Formación académica
En 1963, Wolfson se graduó como ingeniero químico en Ciencias Químicas en la Universidad Autónoma de Puebla.

### Carrera académica
Fue profesor en Ciencias Químicas en la Benemérita Universidad Autónoma de Puebla por seis años, fungiendo como director en esa facultad. También fue profesor de la Universidad Iberoamericana de la Ciudad de México y de la Universidad Autónoma Metropolitana. También trabajó en el Archivo Histórico Universitario de la BUAP. De 1999 a 2002 fue el director del Consejo Estatal de Ciencia y Tecnología de Puebla.

### Carrera en los medios
En las décadas de 1980 y 1990 trabajó en la radio poblana, en Tribuna Radiofónica, compartiendo micrófonos con Enrique Montero Ponce, y también fue periodista deportivo en la prensa de Puebla.

### Muerte
Isaac Wolfson falleció el 19 de septiembre de 2013, en la ciudad de Puebla, víctima de homicidio por asfixia. La BUAP le rindió un homenaje post mortem en el programa de radio Movimiento Perpetuo que dirigía Óscar López.

## Publicaciones
- Historia Estadística del Futbol Profesional en México, Ed. Nuestra República, 1996.[6][7]
- Medio siglo de fútbol profesional en Puebla (en coautoría con Pedro Ángel Palou García), 1997.[8][6]
- Dos cines en la vida de Puebla del siglo XX. H. Ayuntamiento de Puebla, 2006.[9]
- Los porteros del futbol mexicano, 2010.[10][11][12]
- Cine mexicano: época de oro: exposición fotográfica del Archivo Histórico Universitario de la BUAP, 2013.[13]